# Laye (Hautes-Alpes)
Laye ist eine französische Gemeinde im Département Hautes-Alpes in der Region Provence-Alpes-Côte d’Azur. Sie gehört zum Arrondissement Gap und zum Kanton Saint-Bonnet-en-Champsaur. Die Gemeinde grenzt im Norden an La Fare-en-Champsaur, im Nordosten an Saint-Bonnet-en-Champsaur, im Osten an Saint-Laurent-du-Cros sowie im Süden und im Westen an Gap. 

## Bevölkerungsentwicklung
| Jahr      | 1962 | 1968 | 1975 | 1982 | 1990 | 1999 | 2006 | 2012 |
| --------- | ---- | ---- | ---- | ---- | ---- | ---- | ---- | ---- |
| Einwohner | 185  | 155  | 137  | 163  | 192  | 212  | 217  | 245  |

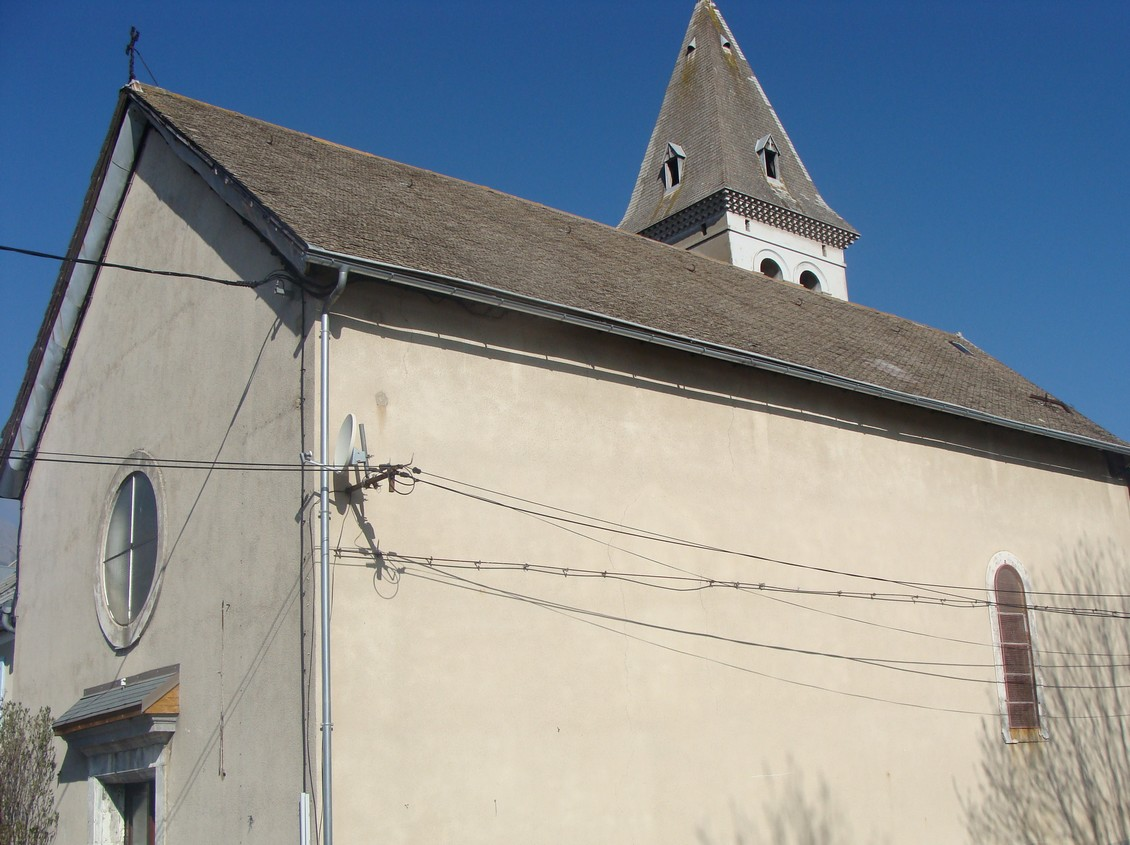
Kirche Saint-Pierre
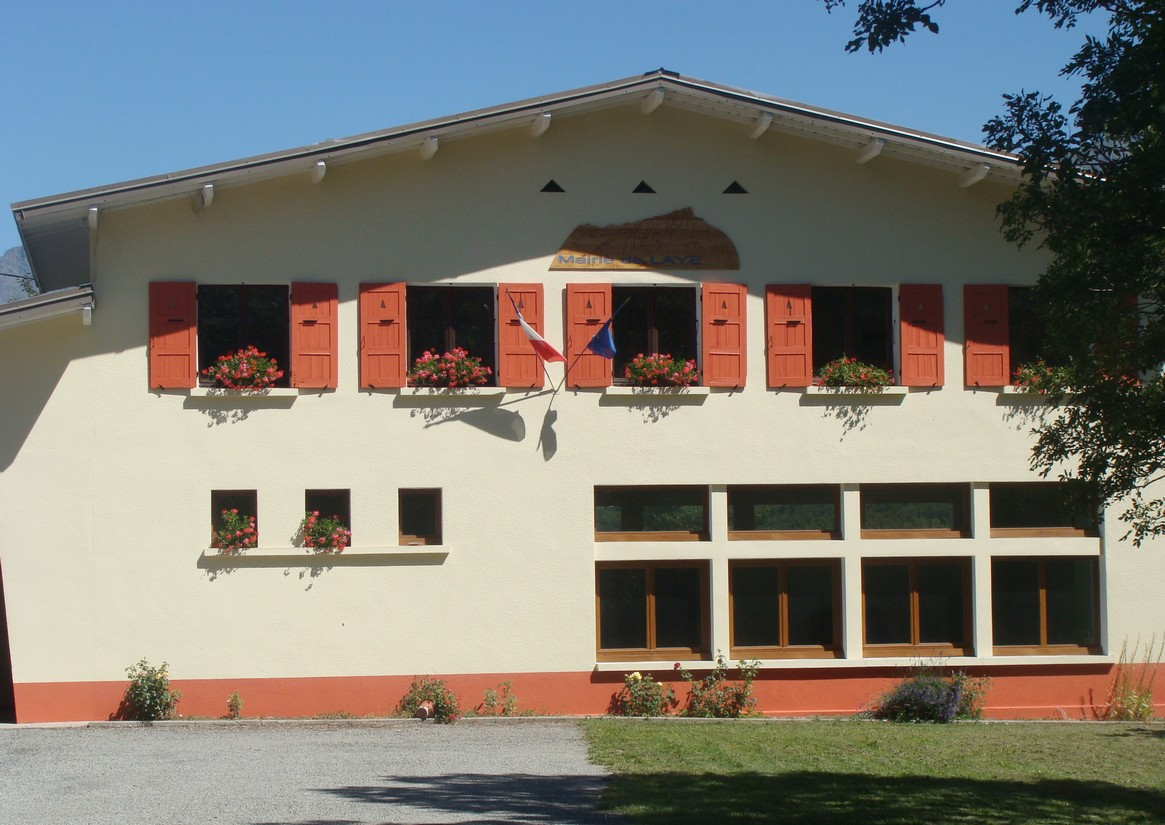
Mairie
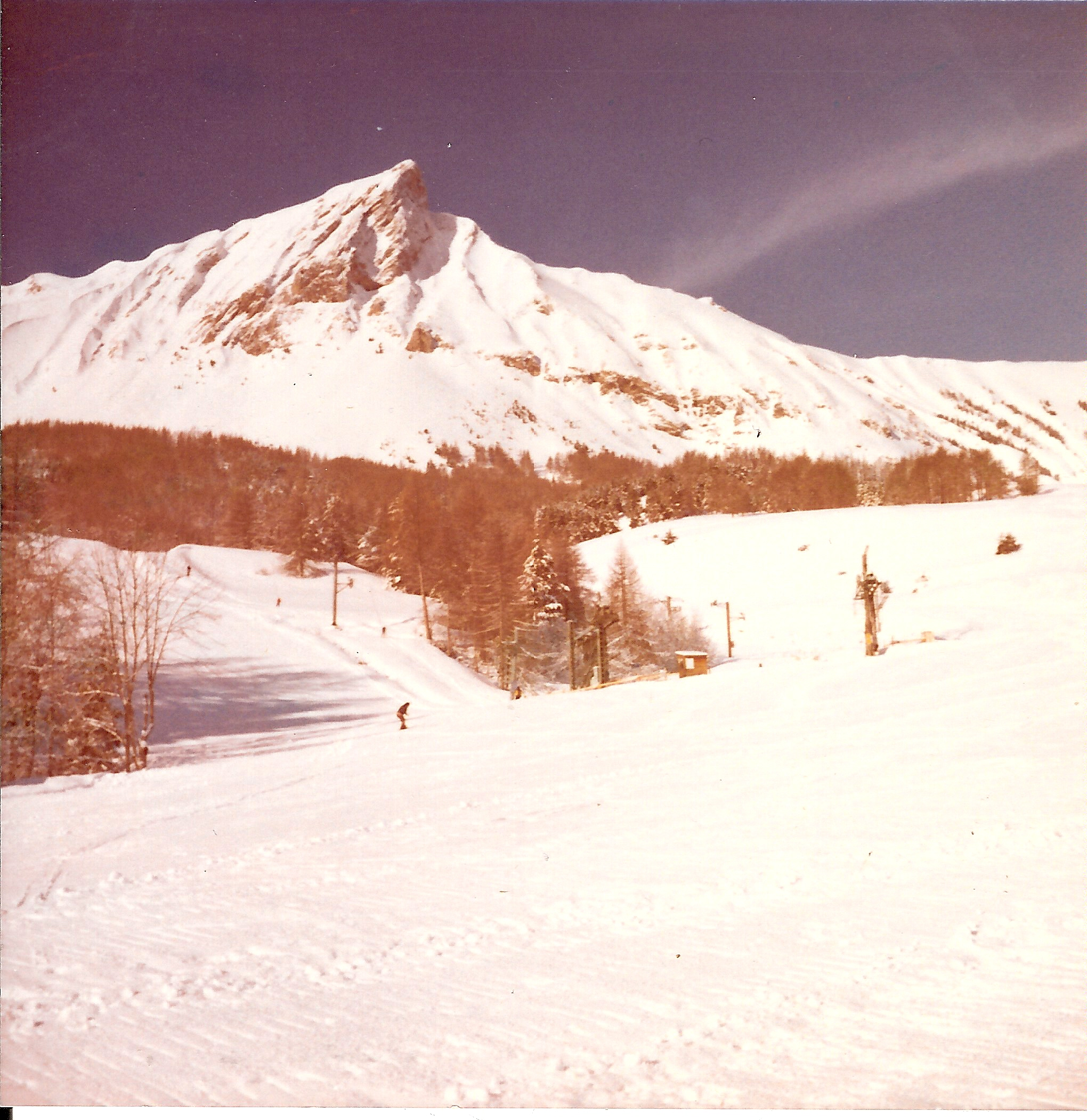
Wintersportgebiet